# Megerlina lamarckiana
Megerlina lamarckiana är en armfotingsart som först beskrevs av Davidson 1852.  Megerlina lamarckiana ingår i släktet Megerlina och familjen Kraussinidae. Inga underarter finns listade i Catalogue of Life.